# Обратная сторона Луны (телесериал)
«Обра́тная сторона́ Луны́» — российский фантастический детективный телесериал от продюсерской компании «Среда», вольная адаптация британского сериала «Жизнь на Марсе» производства BBC. Исполнитель главной роли — Павел Деревянко.

## Сюжет

### Первый сезон (16 серий)
Действие сериала начинается в 2011 году. На протяжении трёх лет капитан московской полиции Михаил Михайлович Соловьёв шёл по следу жестокого и хитрого маньяка «Рыжего», терроризировавшего столицу убийствами молодых женщин. В день планируемого ареста «Рыжего» Михаил узнаёт о смерти отца, с которым не виделся более 30 лет. Во время задержания маньяк стреляет в напарника Соловьёва, а самого капитана сбивает автомобилем.
Придя в себя после аварии, Михаил обнаруживает, что переместился во времени и оказался в 1979 году в теле своего отца — старшего лейтенанта милиции Михаила Ивановича Соловьёва. При этом физическое тело самого Михаила остаётся в 2011 году и пребывает в больнице в состоянии комы, благодаря чему Михаил, находясь в прошлом, может периодически слышать разговоры, которые ведут с ним в больничной палате его близкие, коллеги и врачи. Не понимая до конца, что с ним произошло, он, тем не менее, старается адаптироваться к новым обстоятельствам, работая советским милиционером под видом собственного отца и одновременно идёт по следу маньяка «Рыжего», который тоже переместился из 2011 года в 1979-й.  Попутно Соловьёв пытается выяснить, в чём причина случившейся с ним метаморфозы, и ищет способ вернуться обратно в своё время и тело. Вмешательство Михаила в ход истории постепенно меняет его будущее.

### Второй сезон (16 серий)
После финальной решающей схватки с Маньяком «Рыжим» Михаил Соловьёв выходит из комы, но оказывается в альтернативном 2011 году, где СССР не распался, а люди уже летают на Марс. В новой реальности у Михаила неожиданно появляются жена и дочь. Ситуацию усугубляет возвращение в его жизнь Кати, в которую он влюбился во время путешествия в прошлое и которая оказывается дочерью той самой девушки из 1979 года.
Вместе с Михаилом в альтернативный 2011 год попадает и Маньяк «Рыжий», цель которого — убить всех близких Михаила.

## Производство и показ

### 1 сезон (16 серий)
По словам Александра Цекало, подготовительная работа над первым сезоном сериала велась пять лет. Сценаристам пришлось полностью переделать сценарий оригинального британского сериала Би-би-си «Жизнь на Марсе», чтобы подстроить события под советские реалии прошлого. Съёмки Москвы 1970-х годов проходили в Минске.
Премьера первого сезона состоялась на «Первом канале» 5 ноября 2012 года. 3 декабря 2012 года состоялась премьера сезона на украинском канале «Интер».

### 2 сезон (16 серий)
В ноябре 2012 года в интервью радиостанции «Эхо Москвы» Александр Цекало и режиссёр Александр Котт сообщили, что начали работу над вторым сезоном телесериала. Съёмки проходили с 30 июля по 25 декабря 2014 года в Минске и Борисове.
7 сентября 2014 года на сайте «Первого канала» появился отрывок второго сезона сериала. 26 февраля 2016 года появились первые анонсы нового сезона. 9 марта вышли новые анонсы. Премьера второго сезона состоялась на финском телеканале Yle 4 июля 2016 года. 25 ноября 2016 года анонсы снова стали показываться на «Первом канале». Премьера второго сезона в России состоялась 5 декабря 2016 года.
«Первый канал» счёл, что рейтинги просмотров слишком низки и прервал показ 2-го сезона после 8-й серии. Александр Цекало в своём интервью журналу «Tatler» прокомментировал решение канала:

Почему это не пошло? Можно говорить всё что угодно. Возможно, утопии и антиутопии — ещё не работающий у нас жанр. Мне этот сериал нравится. Но это моё мнение против мнения зрителей. А решение, показывать дальше или нет, должен принимать канал, как рефери. Параллельно на «России» шёл в это время шестнадцатый сезон «Тайн следствия» с очень хорошими цифрами. Значит, в этой битве «Обратная сторона Луны» проиграла «Тайнам следствия», которые мне, может быть, лично не так близки, но я должен уважать мнение зрителя и решение канала. Значит, где-то что-то было сделано не так.

Полностью второй сезон сериала был показан в российском телеэфире на канале «Пятница!» 10 и 11 марта 2018 года и занял пятое место в десятке самых популярных программ канала за период с 5 по 11 марта 2018 года.

## В ролях
| Актёр                         | Роль                                                                        |
| ----------------------------- | --------------------------------------------------------------------------- |
| Павел Деревянко               | Михаил Михайлович Соловьёв (2011) / Михаил Иванович Соловьёв (1979)         |
| Светлана Смирнова-Марцинкевич | Екатерина Ивановна Фадеева (1979) / Екатерина Геннадьевна Фадеева           |
| Ирина Марцинкевич             | Екатерина Ивановна Фадеева (2011)                                           |
| Иван Шибанов                  | Николай Павлов, маньяк «Рыжий»                                              |
| Семён Трескунов               | маньяк «Рыжий» в детстве                                                    |
| Карина Разумовская            | Людмила Соловьёва (1979)                                                    |
| Ирина Нарбекова               | Людмила Соловьёва (2011)                                                    |
| Евгения Крегжде               | Надя, бывшая жена Соловьёва                                                 |
| Евгений Богомолов             | Миша Соловьёв (1979)                                                        |
| Олег Алмазов                  | Григорий Котов, майор милиции (1979)                                        |
| Владимир Лаптев               | Григорий Иванович Котов, генерал (2011)                                     |
| Дмитрий Гусев                 | Игорь Сергеевич Жолобов, капитан милиции                                    |
| Александр Ляпин               | Степан Дубченко, лейтенант милиции                                          |
| Сергей Беляев                 | Сергей Пряхин, капитан милиции, судмедэксперт                               |
| Сергей Галахов                | Андрей Дронов                                                               |
| Сергей Карякин                | Павел Саврасов, сотрудник КГБ (1979) / Генеральный секретарь ЦК КПСС (2011) |
| Евгений Никитин               | полковник Кириллов (2011) (в первом сезоне сыграл Саврасова в возрасте)     |
| Андрей Назимов                | Карл Трофимов (1979)                                                        |
| Андрей Гусев                  | Карл Владимирович Трофимов (2011)                                           |
| Анна Корнеева                 | Зоя, медсестра                                                              |
| Анна Цуканова-Котт            | Алиса Сергеевна Зак, любовница Михаила Ивановича Соловьёва                  |
| Земфира Вербицкая             | цыганка (2011)                                                              |
| Анжела Лекарева               | цыганка (1979)                                                              |
| Александр Сирин               | Илья Абрамович Сорокин, психиатр                                            |
| Олег Иванов                   | Пётр Михайлович Тихонов, дипломат                                           |
| Игорь Ясулович                | Игорь Гурвиц, поэт                                                          |
| Светлана Солянкина            | Раиса Гурвиц                                                                |
| Любовь Тихомирова             | Валентина, клофелинщица                                                     |
| Сергей Колтаков               | Всеволод Уколов, актёр                                                      |
| Иван Агапов                   | Левченко                                                                    |
| Александр Яценко              | Игорь Крамер, ученик ювелира                                                |
| Борис Войцеховский            | Леонид Варшавский, композитор                                               |
| Василий Козлов                | Кочубей, лейтенант                                                          |
| Сахат Дурсунов                | Теймур                                                                      |
| Дмитрий Мирон                 | Александр, эксперт                                                          |
| Марина Зубанова               | мать Комарова                                                               |
| Сергей Бадичкин               | Вознюк, телевизионный мастер                                                |
| Михаил Есьман                 | Колыванов, режиссёр                                                         |
| Екатерина Чебышева            | Пеппи, подруга Карла                                                        |
| Александр Цекало              | Тимофей Никанорович, строитель «Дома-2»                                     |
| Виктор Цекало                 | Карлсон (Борис Аркадьевич)                                                  |
| Артур Федорович               | Владимир Высоцкий                                                           |
| Дмитрий Мухин                 | Михаил Ходорковский                                                         |
| Михаил Шпилевский             | Михаил Горбачёв                                                             |
| Ваня Левченко                 | Филя Киркоров                                                               |
| Дима Музыченко                | Федя Бондарчук                                                              |
| Олег Коц                      | Евгений «Жека»                                                              |
| Дмитрий Межевич               | охранник                                                                    |
| Анатолий Голуб                | водитель «Форда»                                                            |
| Юлия Кадушкевич               | продавец телевизоров                                                        |
| Иван Мацкевич                 | полковник ВВС СССР                                                          |
| Анатолий Гурьев               | тренер                                                                      |
| Зинаида Зубкова               | хозяйка квартиры                                                            |
| Александр Алексеенко          | Юрий Лужков                                                                 |
| Анатолий Терпицкий            | Сергей Собянин                                                              |
| Андрей Макаревич              | камео                                                                       |
| Евгений Меньшов               | диктор (камео)                                                              |
| Анна Шатилова                 | диктор (камео)                                                              |
| Прадьюмна Чаттерджи           | Раджив Сингх, пропавший индус                                               |
| Макс Максимов                 | Егорыч, истопник в бане № 5                                                 |
| Алёна Константинова           | Маша Сказкина, эксперт-криминалист                                          |
| Владимир Кристовский          | Ковалёв, тренер по боксу                                                    |
| Анатолий Горячев              | Олег Дымов, майор милиции                                                   |
| Маргарита Исайкова            | Шура, дочь Соловьёва (2011)                                                 |

## Отзывы и критика
- Кинокритик Алексей Смагин, посмотрев несколько серий, посчитал, что «основная линия выглядит многообещающе», но «актёры очень переигрывают» и сравнивает российский ремейк с английским оригиналом[20]:

Если в английской версии реакция главного героя на изменившуюся обстановку была показана правдоподобно, то русская напоминает «Пришельцев в Америке» или «Чёрного Рыцаря». Это не комедия, это мистический сериал, но создатели, видимо, об этом забыли.

## Анахронизмы и ляпы
Газета «Вечерняя Москва» нашла в телесериале несколько анахронизмов. Также газета пишет о таких киноляпах:
- В 4 серии Соловьёв встречается с Владимиром Высоцким, и тот перенимает от Соловьёва фразу «Вор должен сидеть в тюрьме!». Но съёмки сериала «Место встречи изменить нельзя», где прозвучала эта знаменитая фраза, завершились 18 февраля 1979 года[22], тогда как действие происходит в сентябре. Фраза принадлежит братьям Вайнерам, авторам романа "Эра милосердия", по которому снят фильм.
- Открытые письма, которые читает главный герой, датированы 1986 годом , хотя действие происходит в 1979.
- Монитор телекамеры, показанный в эпизоде с Высоцким, выдает цветную картинку, хотя должен быть черно-белым. К тому же Высоцкий выступал на концертах только стоя, а не сидя, как в сериале.

Также можно заметить следующие анахронизмы и неточности (во всех случаях действие происходит в сентябре 1979):
- Когда в 1 серии настенный календарь показывают крупным планом (0:13:45), видно, что в феврале 1979 года, если верить этому календарю, было 29 дней. Дни недели в нём соответствуют 1980 году, например, 1 марта приходится на субботу (в 1979 это был четверг).
- В 1 серии Михаил покупает берёзовый сок за 7 коп.  В действительности берёзовый сок на разлив стоил 8-11 коп.[23]
- В 1 серии телефон-автомат проигрывает голосовое сообщение «Данный номер не существует».
- Транслируемое в 1 серии обращение Л. И. Брежнева по телевизору в больнице 1979 года («Сейчас по всем трём программам прямое включение из Дворца Съездов») имеет отчётливо различимый логотип Гостелерадиофонда.
  - Во время обращения Михаил жалуется, что всё вокруг старое, на что врач отвечает «Это я не согласен с вами. 67 лет — это расцвет для политика.» Брежневу тогда было 72 года.
- Также, при встречах с Карлсоном на крышах явно видны оптоволоконные кабели связи, которых в то время не могло существовать.
- Михаил ездит на легковой машине с номером 79-00 МНТ.  В действительности серия МНТ была закреплена за государственными грузовыми машинами [24]
- В 3 серии (00:23:50)  и в 11 серии (00:33:20) у лейтенанта Дубченко кубик Рубика. Это возможно, но маловероятно: в то время кубик Рубика за пределами Венгрии ещё не продавался.
- В 4 серии (0:17:07) в машине звучит песня «Давайте праздновать любовь», вышедшая в 1980 году.[25]
- В 5 серии в ресторане играет песня «Так вот какая ты», записанная в 1980 году.[26]
- В 7 серии Михаил предсказывает, что фигуристы Белоусова и Протопопов попросят в Швейцарии политическое убежище.  После того как это действительно происходит, он предсказывает, что назавтра к власти в Афганистане придёт Амин, и опять оказывается прав.  В действительности порядок событий был обратным: Людмила Белоусова и Олег Протопопов попросили политическое убежище 24 сентября, а Хафизулла Амин пришёл к власти 16 сентября.
- В 7 серии сотрудник КГБ не знает, что такое компьютер. На самом деле это слово вошло в русский язык уже с 1960-х, и встречалось, например, в «Часе быка» Ефремова, в книге «Бодался теленок с дубом» Солженицына и во многих других книгах и журнальных статьях.
- Футбольный клуб «Томь» (в 10 серии: «Ты еще про „Томь“ в высшей лиге пошути») в 1979 году существовал под названием «Манометр»[27][28][29] и был переименован в «Томь» только в 1987 или 1988 году.[30]
- В 14 серии (00:24:07) коллега предлагает Михаилу поменять сахар на гречку (из праздничного заказа[a] по случаю 7 ноября).  В 1979 году сахар не был дефицитом.[b] Выменивать сахар, который можно было просто купить в гастрономе, не имело никакого смысла.

## Награды
- 2013 год — 3 приза Ассоциации продюсеров кино и телевидения в номинациях:
  - «Лучший телевизионный мини-сериал (5-16 серий)»,
  - «Лучшая режиссёрская работа» (Александр Котт),
  - «Лучший актёр телевизионного фильма/сериала» (Павел Деревянко).

## Комментарии
1. ↑  Праздничный заказ — набор дефицитных продуктов, которые работники данного предприятия могли получить (формально — купить) перед праздником. Выдавался в столе заказов или на предприятии. Оплачивался по госцене.
2. ↑  Дефицит сахара в СССР возник во второй половине 1980-х в результате антиалкогольной кампании 1985—1990 годов, приведшей к росту самогоноварения, основным сырьём для которого и был сахар.[31]